# Diary of a Madman
Diary of a Madman je drugi studijski album britanskog hevi metal pevača Ozi Ozborna. Izdan je 7. novembra 1981. 

## Pesme
Sve pesme napisali su Ozi Osborn, Rendi Rods, Bob Dejsli i Li Kerslejk.
1. Over the Mountain  4:31
2. Flying High Again  4:44
3. You Can't Kill Rock and Roll  6:59
4. Believer  5:17
5. Little Dolls  5:38
6. Tonight  5:50
7. S.A.T.O.  4:07
8. Diary of a Madman  6:14

## Članovi
- Ozi Osborn – vokal, producent
- Rendi Rouds – gitara, produkcija
- Bob Dejsli – bas (nepotpisan)
- Li Kerslejk – bubnjevi